# Maurice Béjart
Maurice Béjart (původním jménem Maurice-Jean Berger, 1. ledna 1927, Marseille – 21. listopadu 2007, Lausanne) byl významný francouzský choreograf.
Jako tanečník začínal v rodné Marseilli, jako čtrnáctiletý debutoval v baletu pařížské Opery (vedle Rolanda Petita), pak tančil v Mezinárodním baletu v Londýně a ve Švédském královském baletu, kde poprvé vyzkoušel choreografii (balet L’inconnu). Více začal tvořit v Paříži ve vlastním souboru Ballets de l’Etoile, později přejmenovaný na Ballet-théâtre de Paris.
Jeho úspěchy v šedesátých letech odstartovala premiéra Svěcení jara v roce 1959. O rok později založil v Bruselu Ballet XXe Siécle a s ním uvedl další slavné choreografie jako Bolero, Pták Ohnivák, Carmen, a také díla inspirovaná neevropskými tanečními a divadelními slohy (japonské kabuki, indické Bhakti ad.) V jeho choreografii bylo také v roce 1961 v Benátkách uvedeno dílo Salvadora Dalího Galin balet.
V roce 1987 po sporu s ředitelem souboru v průběhu turné do Leningradu se rozhodl už do Belgie nevrátit. Přeměnil soubor do nové podoby, tentokrát ve švýcarském Lausanne, vznikl tak Béjart Ballet Lausanne, pro který vytvořil choreografie Ring um den Ring, Podivuhodný mandarín, A propos de Shéhérazade, Tokio Gesture a další. Soubor vedl až do své smrti; posledním dílem, na kterém pracoval, bylo nastudování pocty Giannimu Versacemu Grazie Gianni con amore na scéně milánské La Scaly v roce 2007.
Obdržel řadu ocenění, státní vyznamenání v Belgii, Japonsku, Velké Británii i Cenu Nadace míru od papeže Jana Pavla II. Z mnoha baletních ocenění lze jmenovat Cenu Benois de la Danse za celoživotní mistrovství.
Založil rovněž několik baletních škol (školu Mudra v Bruselu a Dakaru, ateliér Rudra v Lausanne).

## Vyznamenání
- Řád vycházejícího slunce – Japonsko, 1986 – udělil císař Hirohito
- velkodůstojník Řádu koruny – Belgie, 1988 – udělil král Baudouin I. Belgický
- velkodůstojník Řádu prince Jindřicha – Portugalsko, 23. října 1998[3]
- komandér Řádu umění a literatury – Francie, 23. října 1998